# Denops longicollis
Denops longicollis là một loài bọ cánh cứng trong họ Cleridae. Loài này được Fischer de Waldheim miêu tả khoa học đầu tiên năm 1829.